# Sérothèque

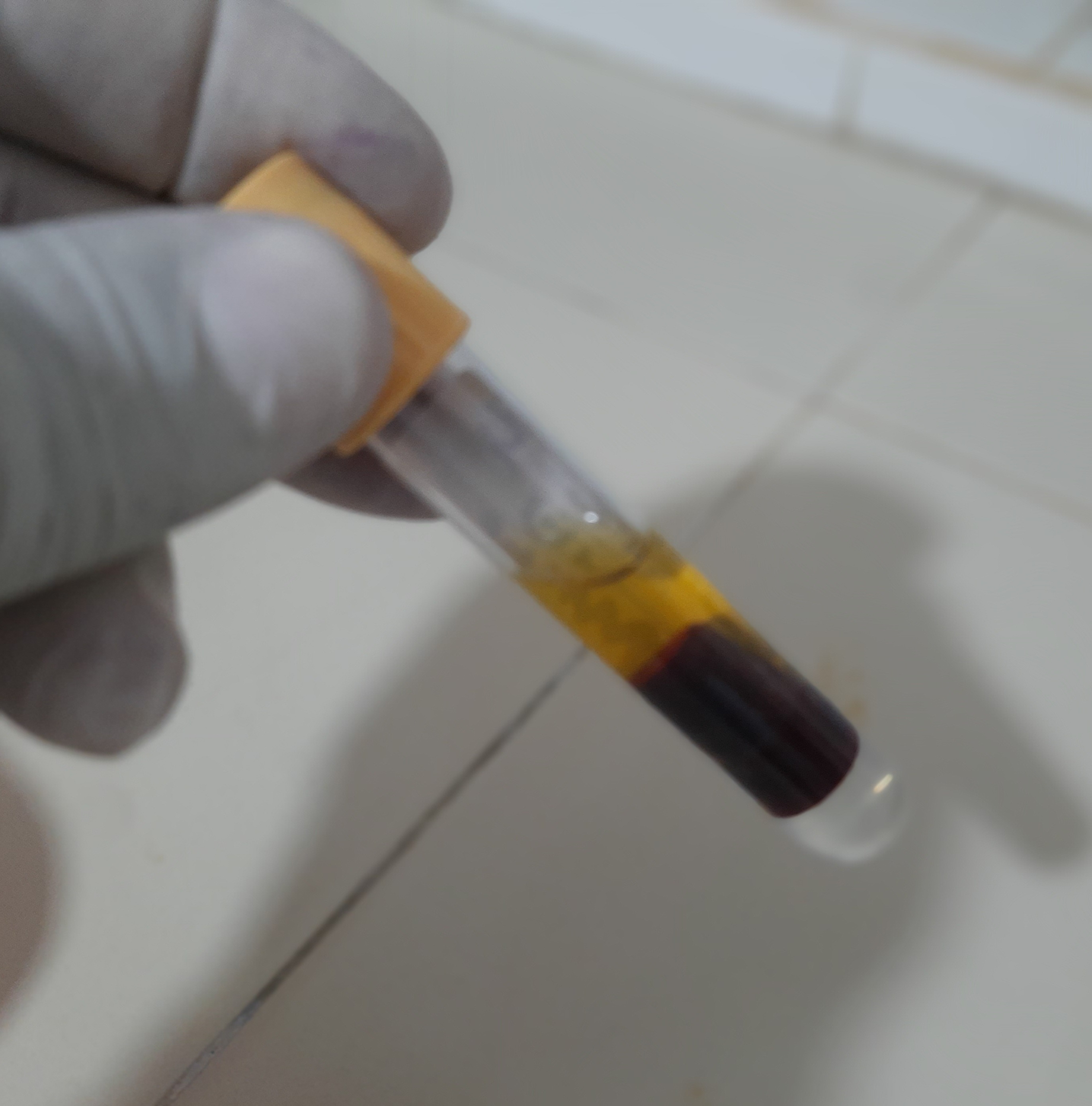
Tube de sang coagulé avec le sérum surnageant.

Une sérothèque (à partir du grec ancien : orós, « fluide, liquide » passé par le latin serum ; et thêkê, « dépôt ») est un site de conservation d'une collection d'échantillons de sérum au sein d'un laboratoire d'analyse médicale ou d'un centre de recherche scientifique.
Les sérothèques sont un aspect particulier du concept plus général de biothèque, ou de l'anglicisme équivalent de biobanque, que les règlementations de l'OCDE et française nomment Centre de ressources biologiques.
La spécificité des sérothèques est de se limiter à la conservation de sérum, lequel contient les protéines sériques (dont les anticorps développés par le donneur), l'albumine, etc.
La justification d'une sérothèque peut ressortir de l'obligation ou d'un choix. L'obligation, légale ou règlementaire selon le pays, repose sur le besoin de réaliser parfois une réanalyse de l'échantillon (contrôle qualité, vérification des résultats immédiatement ou à distance en particulier en immunologie). Le choix, est le fait pour un centre de recherche de vouloir disposer d'un échantillon abondant de types de sérums, difficiles à réunir, pour la mise au point de nouvelles techniques de diagnostic.
En France, après exécution des analyses pour lesquelles l'échantillon de sérum a été réalisé, le reliquat de ce dernier peut ou doit être conservé pour permettre une comparaison ou une vérification ultérieures. Cette conservation est obligatoire pendant un an pour les échantillons de sérums ayant été collectés aux fins de sérologies bactériennes, virales et parasitaires et de certaines recherches de biologie moléculaire des agents infectieux. Cette obligation réglementaire justifie à elle seule la constitution d'une sérothèque dans tout laboratoire de biologie médicale réalisant ces examens de sérologie et biologie moléculaire.